# Партија уједињених пензионера (Република Српска)
Партија уједињених пензионера (ПУП) парламентарна је политичка партија, некадашња Пензионерска странка Републике Српске.
ПУП има статус парламентарне партије. На општим изборима 2010. године у коалицији са Социјалистичком партијом освојила један мандат.
На Општим изборима 2014. у коалицији СДС — СРС РС — ПУП, њен тадашњи предсједник Илија Стеванчевић, осваја мандат у Народној скупштини Републике Српске, али прије прве конститутивне сједнице НСРС, напушта коалицију и дјелује као самостални посланик.
У октобру 2015. предсједник странке је постао Илија Вујичић.
Од 28. августа 2023. године предсједник Партије уједињених пензионера је Славко Пејић.

## Резултати
| Избори | # посланика |
| ------ | ----------- |
| 1997   | 0/83        |
| 1998   | 0/83        |
| 2000   | 1/83        |
| 2002   | 1/83        |
| 2006   | 0/83        |
| 2010   | 1/83        |
| 2014   | 1/83        |